# Pierre Amidieu du Clos
Pierre Amidieu du Clos, né le 16 septembre 1881 à Longwy en Meurthe-et-Moselle et mort le 30 août 1955 à Nice dans les Alpes-Maritimes, est un ingénieur et homme politique français.

## Biographie
Issu d'une famille de militaires originaire de Normandie du côté paternel, et d'une lignée de maîtres de forges du côté maternel, Antoine Marie Pierre Amidieu du Clos devient ingénieur de École centrale Paris (Promotion 1904) à la demande de ses parents alors qu'il souhaitait devenir avocat. Ingénieur de la Société des hautes-fourneaux de Longwy et de la Sauvage (qui a pour raison sociale De Saintignon et Cie), il épouse en 1907 Marguerite de Fesquet(1886-1976). Il est directeur du haut-fourneau de Gouraincourt. Neveu du comte Fernand de Saintignon, maître de forges, décédé en 1921 sans enfant, il est son héritier avec son frère André. Lui et son frère vendent des actions de la société De Saintignon et Cie à la société belge Ougrée-Marihaye. À la mort de son père en 1922, sa succession donne lieu à un litige judiciaire, pendant jusqu'aux années 1930.
Durant la Première Guerre mondiale, il sert en tant que lieutenant dans l'artillerie. Il est promu au grade de capitaine le 6 mai 1916 et obtient la Légion d'honneur le 3 juin 1916 pour s'être distingué au combat entre le 17 mai et le 3 juin 1916, avec des tirs de batterie d'une « efficacité remarquable ». Il obtient le même jour la Croix de Guerre avec palme.
Ancien combattant, officier de réserve (capitaine en 1928), il est président d'honneur de l'Association des mutilés et anciens combattants (AMC, la plus ancienne et la plus puissante association d'anciens combattants de Meurthe-et-Moselle) du canton de Longwy et il préside l'association des officiers de réserve de Longwy-Luxembourg.
En 1924, alors qu'il est déjà conseiller municipal depuis décembre 1919, il est élu maire de Longwy ; il succède au député-maire Louis Petitier, décédé cette année-là, avec lequel il a fondé la société des Brasseries de Longwy. Il est vice-président de l'Union départementale des maires. Maire de Longwy de 1924 à 1929, Il est à nouveau maire de cette localité de 1935 à 1940 et conseiller général, à partir d'octobre 1928.
En 1928, il se présente aux élections législatives dans la circonscription qu'avait laissée Albert Lebrun quelques années plus tôt en entrant au Sénat. Il se présente en tant que républicain indépendant membre de l'Alliance démocratique, contre les amis de Lebrun, qui appartenait aux Républicains de gauche. Élu au second tour de scrutin, il rejoint le principal groupe parlementaire de la Fédération républicaine, l'Union républicaine démocratique. Très vite, il se fait remarquer par des discours qui le situent très à droite. Ainsi, lors d'un débat parlementaire sur la question du chômage, en décembre 1931, il affirme que « (la France) ne souffre pas d'une crise du chômage, mais d'une crise d'invasion étrangère ». Il est proche sinon membre des Jeunesses patriotes.
En 1932, il est réélu et choisit de rejoindre le petit groupe parlementaire des Indépendants d'action économique, sociale et paysanne. En octobre, il est élu conseiller général du canton de Longwy. Durant la législature, il est très actif avec 31 propositions de loi déposées concernant surtout l'Alsace et la Lorraine et la retraite des mineurs.
Selon le périodique de Roger Mennevée, ce parlementaire est administrateur de plusieurs entreprises : Ougrée-Marihaye, Brasseries de Longwy, Mines d'Amermont-Dommary, Société française des mines de fer, Mines de houille de Gouy-Servins, Société luxembourgeoise pour entreprises électriques (depuis 1921, filiale de la firme allemande AEG), Machines à écrire Olympia (à partir de juin 1935, autre entreprise allemande), Société commerciale de Belgique, etc.
En 1936, il est battu par le candidat de Gauche indépendante, l'avocat Georges Izard, du Parti frontiste alors qu'il se désignait sous le titre de « républicain-national indépendant ».
Mobilisé au déclenchement de la Seconde Guerre mondiale, il est promu colonel d'artillerie.
Sous l'Occupation, contrairement à ses anciens soutiens Louis Marin et François de Wendel, il fait le choix de la collaboration, en appuyant en juillet 1941 la création de la Légion des volontaires français contre le bolchevisme aux côtés d'Eugène Deloncle. La presse le présente comme le chef d'état-major de la LVF à sa création. Il devient le trésorier général du comité central de la LVF. Il lance un appel en faveur de la LVF et de la collaboration dans les colonnes du quotidien collaborationniste parisien Le Matin en 1942: la LVF, née de « l’opiniâtreté de quelques Français lucides » se bat « pour la sauvegarde de la civilisation européenne ». Il appelle les autorités allemandes et celles de Vichy à « accepter enfin cette ancienne alliance, la même que celle que, en l’an 400 (…) les Francs-germains conclurent avec les celtes et qui fit la France ».
C'est aussi un affairiste. Administrateur de biens juifs confisqués, il préside l'Association des administrateurs provisoires de France (APAF), constituée en février 1944 pour protéger leurs intérêts. Déjà président du conseil d'administration de la filiale française de l'entreprise allemande AEG avant la guerre, il le demeure sous l'Occupation. Il devient aussi en 1943 administrateur d'une petite filiale française de Krupp (Krupp-Société pour la fabrication, la vente et la réparation de machines agricoles, au capital de 20 millions de francs), dont il est l'homme de paille.
Arrêté après la guerre et interné, jugé par la Cour de justice de la Seine, il est condamné le 8 janvier 1948 à 4 ans de prison et à l'indignité nationale.
Le député communiste Gaston Julian dénonce en 1950 à la tribune de la l'Assemblée nationale le fait que d'anciens parlementaires comme Amidieu du Clos, condamnés par les tribunaux de l'épuration, continuent à toucher leur retraite de député. Amidieu du Clos, rétabli dans ses droits par un décret présidentiel du 20 décembre 1949, touche alors une pension annuelle de plus de 600 000 francs.
Il semble ensuite connaître une existence misérable à Paris, puis meurt à Nice en 1955.

### Décoration
- Officier de la Légion d'honneur (1926)
- Chevalier de la Légion d'honneur (1916)
- Croix de guerre 1914–1918, palme de bronze (1916)
- Chevalier de l'ordre de Léopold

## Sources
- « Pierre Amidieu du Clos », dans le Dictionnaire des parlementaires français (1889-1940), sous la direction de Jean Jolly, PUF, 1960 [détail de l’édition]
- Jean El Gammal, François Roth et Jean-Claude Delbreil, Dictionnaire des Parlementaires lorrains de la Troisième République, Serpenoise, 2006 (ISBN 2-87692-620-2, OCLC 85885906, lire en ligne), p. 135
- Ralph Schor, Français et immigrés en temps de crise (1930-1980), Paris, l'Harmattan, 2004.
- Victor Guillermin, Acteur et témoin des deux guerres mondiales. Cahiers et agendas de 1939-1945, site Internet de l'IHTP.